# Dicentria rivalis
Dicentria rivalis är en fjärilsart som beskrevs av William Schaus 1911. Dicentria rivalis ingår i släktet Dicentria och familjen tandspinnare. Inga underarter finns listade i Catalogue of Life.